# Florian Hurka
Florian Hurka (* 17. Mai 1973 in Stuttgart) ist ein deutscher Altphilologe.

## Leben
Nach dem Abitur 1992 und dem Zivildienst 1992/1993 studierte er von 1993 bis 2001 Latein, Griechisch, Geschichte und Evangelische Theologie in Osnabrück, Bristol und Freiburg im Breisgau. Er legte 2001 und 2003 das Erste Staatsexamen für das Lehramt an Gymnasien in seinen Studienfächern ab. Die Landesgraduiertenförderung Baden-Württemberg förderte ihn 2001 und 2002 mit einem Promotionsstipendium. Er wurde 2002 über textkritische Probleme bei Valerius Flaccus in Freiburg im Breisgau promoviert. Von 2002 bis 2003 war er wissenschaftlicher Angestellter der Albert-Ludwigs-Universität Freiburg, 2003 bis 2004 an der Universität Mainz. Seine Dissertation wurde 2003 mit dem Günter-Wöhrle-Preis der Landesstiftung Baden-Württemberg ausgezeichnet. Die Kalkhof-Rose-Stiftung der Mainzer Akademie der Wissenschaften förderte ihn 2005 mit einem Habilitationsstipendium. Er vertrat von 2005 bis 2006 die latinistische Professur an der Universität Hamburg. An der University of Texas at Austin hielt er sich für drei Monate 2006 mit einem Forschungsstipendium der Fritz Thyssen Stiftung auf.
Nach dem Schulreferendariat in Hamburg 2006–2007 legte er das zweite Staatsexamen ab und war danach bis 2008 als Studienrat tätig. 2007 habilitierte er sich im Fach Klassische Philologie in Mainz mit einer Arbeit über die Asinaria des Plautus. Seit 2007 ist er wissenschaftlicher Mitarbeiter an der Universität Kiel. 2008 vertrat er die latinistische Professur an der Universität Wuppertal, wo er 2008 den 3. Listenplatz für die W3-Professur Klassische Philologie / Latein erhielt. Seit 2009 war er wiederholt Dozent in der fachdidaktischen Lehrerfortbildung Schleswig-Holstein (Latein).
Seine Forschungsschwerpunkte sind das republikanische Drama, die neulateinische Literatur, Rezeptionsgeschichte und Textkritik / Überlieferungsgeschichte.

## Schriften (Auswahl)
- Textkritische Studien zu Valerius Flaccus (= Hermes-Einzelschriften. Band 90). Steiner, Stuttgart 2003, ISBN 3-515-08384-7 (zugleich Dissertation, Freiburg 2002).
- als Herausgeber mit Rolf Hartkamp: Studien zu Plautus’ Cistellaria (= ScriptOralia. Band 128). Narr, Tübingen 2004, ISBN 3-8233-6078-7.
- als Herausgeber mit Ulrike Auhagen und Stefan Faller: Petrarca und die römische Antike (Festschrift für Eckart Schäfer) (= NeoLatina. Band 9). Narr, Tübingen 2005, ISBN 3-8233-6142-2.
- Die Asinaria des Plautus. Einleitung und Kommentar (= Zetemata. Band 138). Beck, München 2010, ISBN 978-3-406-60809-4 (zugleich Habilitationsschrift, Mainz 2007).